# Gli onorevoli
Pour plus de détails, voir Fiche technique et Distribution.
Gli onorevoli est un film italien réalisé par Sergio Corbucci, sorti en 1963.

## Synopsis
Cinq candidats sont en lice pour un siège de député.
La démocrate-chrétienne Bianca Sereni, féministe avant la lettre, fait poser ses affiches par des prostituées et finit par tomber amoureuse d'un homme payé par les mêmes démocrates-chrétiens pour la photographier dans une situation compromettante. Elle découvre le traquenard et pourtant décide de se retirer et de se mettre avec cet homme.
Le sénateur du parti libéral italien Rossani Breschi fait sa campagne en invitant des riches dans son salon luxueux. Sa réunion électorale en place publique finit saboté involontairement par une bande de gamins rivaux de la bande dont fait partie son fils, qui avaient essayé d'imiter les grands en jouant à faire de la politique.
L'écrivain du parti communiste italien Saverio Fallopponi, dont les textes sont publiés par le Rossani Breschi précédent, se déchaîne contre les États-Unis, mais ne dédaigne pas les dollars. Il doit se retirer quand cla vient à se savoir.
Le professeur Mollica, candidat néo-fasciste, voit son intervention télévisée tronquée après quelques secondes par le réalisateur de l'émission Tribuna elettorale (it). Il tente néanmoins de tenir son discours dans les variétés qui suivent au milieu des danseuses.
Antonio La Trippa, royaliste, tourmente ses copropriétaires en sonnant la charge et en hurlant ses slongans depuis la fenêtre de sa salle de bains en utilisant un entonnoir comme mégaphone. Quand il réalise les intentions malsaines de ses dirigeants, il révèle leurs manigances aux personnes qui assistent à sa réunion électorale et ruine sa propre élection.

## Fiche technique
- Titre : Gli onorevoli
- Réalisation : Sergio Corbucci, assisté de Ruggero Deodato
- Scénario : Bruno Corbucci, Giovanni Grimaldi, Mario Guerra, Renato Mainardi, Vittorio Metz et Vittorio Vighi
- Photographie : Enzo Barboni
- Musique : Armando Trovajoli
- Production : Gianni Buffardi
- Pays de production : Italie
- Format : Noir et blanc - Mono
- Genre : comédie
- Durée : 106 minutes
- Date de sortie : 1963

## Distribution
- Totò : Antonio La Trippa
- Franca Valeri : Bianca Sereni
- Gino Cervi : sénateur Rossani Braschi
- Mario Castellani : secrétaire
- Walter Chiari : Salvatore Dagnino
- Sergio Corbucci : hôtelier de Roccasecca
- Peppino De Filippo : Giuseppe Mollica
- Franco Fabrizi : Roberto Cicconetti
- Carlo Pisacane : habitant de Roccasecca
- Luciano Salce : un invité